# 리스보아 지방

리스보아 지방의 위치

리스보아 지방(포르투갈어: Região de Lisboa 헤지앙 드 리스보아[*])은 통계지역단위명명법 2단계로 지정된 7개의 포르투갈의 지방이다. 그란드리스보아와 페닌술라드세투발 두 개의 지역통계분류단위 3단계 지역이 이 지방에 속해 있다. 포르투갈 본토에서는 가장 작은 2710.24 km2의 면적에 2,815,851명이 거주하며, 인구 밀도는 제곱킬로미터 당 1039명이다.

## 하위 단위

### 준지방
- 그란드리스보아 (Grande Lisboa)
- 페닌술라드세투발 (Península de Setúbal)

### 현
- 리스보아 현 (리스본 현)*
- 세투발 현*
- * 표시는 여러 지방에 걸쳐있는 현